# 1669 Dagmar
1669 Dagmar è un asteroide della fascia principale del diametro medio di circa 35,78 km. Scoperto nel 1934, presenta un'orbita caratterizzata da un semiasse maggiore pari a 3,1361497 UA e da un'eccentricità di 0,1159695, inclinata di 0,94335° rispetto all'eclittica.
All'asteroide è stato assegnato il nome femminile tedesco di Dagmar.